# Monestrol
Monestrol település Franciaországban, Haute-Garonne megyében. Lakosainak száma 53 fő (2022. január 1.). Monestrol Lagarde, Caignac, Gibel és Montgeard községekkel határos.

## Népesség
A település népességének változása:
| Lakosok száma | 76   | 80   | 60   | 56   | 64   | 73   | 62   | 54   | 51   | 53   |
|               | 1968 | 1982 | 1990 | 2006 | 2013 | 2015 | 2017 | 2019 | 2020 | 2022 |